# Eternitat
L'eternitat, en llenguatge comú, significa el temps infinit que no s'acaba mai o la qualitat, la condició o el fet de ser sempre present o etern. La filosofia clàssica, però, defineix l'eternitat com allò que és atemporal o que existeix fora del temps, mentre que la sempiternitat correspon a una durada infinita.
Segons el teisme l'eternitat és un atribut exclusiu de Déu, que viu al marge de l'espai i del temps perquè no té cos, és el creador i no es regeix per les normes de l'univers. Alguns científics veuen en els nombres o en l'energia exemples d'eternitat dins el món físic, perquè els nombres no es van crear sinó que existeixen des de sempre com a idea abstracta, encara que l'ésser humà no els hagi fet servir. Igualment, l'energia no es crea ni es destrueix, només es transforma.
Segons la teoria de la relativitat general diversos moments temporals poden coexistir, com a dimensions paral·leles, anul·lant la concepció lineal del temps usada des de l'època clàssica. Aquesta simultaneïtat o el temps cíclic dels orientals són propers a l'eternitat.
Per simbolitzar l'eternitat s'usa un cercle, el signe d'infinit o l'Ouroboros, una serp que es menja la cua. En la mitologia grega, alguns càstigs són eterns, com el de Sísif i Prometeu. Aquesta concepció ha estat heretada per l'infern i el paradís de les religions monoteistes, que prometen condemnació eterna o salvació de l'ànima de la persona segons els seus actes (només el Purgatori té un caràcter temporal).
Plató igualava l'eternitat al món de les idees, en oposició al món sensible, subjecte al canvi. Des d'aquest autor s'associa l'eternitat a l'abstracció i s'oposa a allò material. Aquest dualisme està fortament influït per la doctrina de l'ésser de Parmènides.

## Eternitat com no-temps
El Pare de l'Església Sant Agustí escrigué que el temps existeix només dins de l'univers creat, de manera que Déu existirà fora del temps, atès que per a Déu no existeix passat ni futur, sinó únicament un present etern.
No cal creure en Déu per sostenir aquest concepte d'eternitat: un matemàtic ateu pot mantenir el dogma filosòfic que els nombres i les relacions entre ells existeixen amb independència del temps, i en tal sentit pot dir-se que són eterns.
D'una altra banda, els testimonis de persones que han patit experiències properes a la mort parlen a vegades de l'eternitat com d'una existència atemporal.
Una altra faceta de l'eternitat és la seva invariabilitat en determinats aspectes. Suposant que hom es troba en un estat de l'eternitat, una persona no podria trencar un llapis en dos, o caminar d'un cantó a l'altre, atès que aquestes accions tenen un abans i un després: un moment en què el llapis és sencer i un altre en què ja no ho està. Aquests canvis corresponen al temps, a allò temporal, essent així que l'eternitat és atemporal, per la qual cosa bàsicament res no pot ocórrer en l'eternitat en el sentit en què l'entenem. Perquè aquestes accions tinguin lloc, cal haver-hi un temps que correspongui a una acció continuada: un temps en què passat, present i futur són combinats per conformar una acció constant.

## Eternitat i Déu
Els teistes afirmen que Déu és eternament existent. La comprensió exacta depèn de nou de la definició d'eternitat que s'empri. Per una banda, Déu pot existir "en" l'eternitat, una existència atemporal, on les categories de passat, present i futur no són aplicables. Per una altra, Déu pot existir "per" o "a través" de l'eternitat, o "sempre", havent existit ja en un temps infinit, per la qual cosa s'esperaria que continués existint per temps il·limitat.
Però per a qualsevol definició d'eternitat que s'empri, és comú observar que els éssers humans finits no poden comprendre l'eternitat completament, atès que es tracta, o bé d'abastar una quantitat infinita del temps que comprenen, o bé d'entendre un concepte d'infinit propi d'un espai o temps que no comprenen.